# Johanna Bruins
Johanna Hermina Bruins (Hilversum, 19 oktober 1916 - 23 september 2002), tijdens haar eerste huwelijk bekend als Mies Jannink, was een Nederlands verzetsstrijder. Na haar tweede huwelijk noemde zij zich Johanna de Ranitz-Bruins.

## Biografie
Johanna Bruins was een dochter van Johannes Hermanus Bruins en Elisabeth Maria Cornelia Meyers. Tijdens de Tweede Wereldoorlog werd zij tandartsassistente. Zij verloofde zich op 19 januari 1942 met Hendrik (Hentie) Engbert Jannink (Enschede, 6 juli 1904 - Kamp Vught, 5 september 1944), een textielfabrikant uit Enschede. Het paar trouwde op 23 juli 1942.
Als tandartsassistente redde zij het leven van de joodse Bert Woudstra, toen circa tien jaar. Het echtpaar Jannink woonde in het huis van de familie Woudstra-Löwenstein aan de Bisschopstraat in Enschede, nadat die familie - deels van elkaar gescheiden - was ondergedoken. Mies Jannink had in het najaar van 1942 een Gestapo-officier horen praten over een geplande razzia in Boekelo, waar Bert Woudstra was ondergedoken bij de tuinman van landgoed ‘de Weele’. Zij waarschuwde de tandarts, André Noordenbos, die vervolgens Bert Woudstra ging halen om hem elders onder te brengen.
Het echtpaar Jannink hielp ook mee met een verzetsgroep die via de Dutch-Paris-line neergekomen geallieerde piloten hielp, zodat ze naar huis terug konden keren via België, Frankrijk en Zwitserland of Spanje. In deze groep zaten onder andere marechaussee Karst Smit en de Belgische Ernest van Moorleghem. Nadat de groep een Duitse infiltrant had geliquideerd arresteerden de nazi's Ernest van Moorleghem. Ondanks waarschuwingen doken Mies en Hentie niet onder.
Op 5 januari 1944 werd het echtpaar gearresteerd in het buitenverblijf van de familie Jannink, de Hölterhof te Aamsveen, en naar Kamp Haaren gebracht. Daar zat Mies Jannink gevangen samen met Mientje Proost, Geertje Bruijnzeel en waarschijnlijk ook Cis Suijs. Tijdens deze gevangenschap fungeerde zij als tandarts voor zowel Duitsers als gevangenen. In haar witte jas met grote zakken kon zij briefjes van andere gevangenen verbergen. Via een oogarts, dokter Huisman, werden de briefjes uit het kamp gesmokkeld. Hentie Jannink werd vanuit Kamp Haaren naar Kamp Vught overgebracht.
Op 4 september 1944 werden vrouwen uit het kamp, onder wie Mies Jannink, uit hun cel gehaald en naar Kamp Vught vervoerd. Op dat moment stonden de geallieerden al voor Antwerpen. Haar echtgenoot werd in Kamp Vught door de nazi's doodgeschoten.
Vanuit Vught ging Mies Jannink in september 1944 op transport naar Ravensbrück. In dat kamp werd zij ziek, maar ze werd toch getransporteerd naar concentratiekamp Dachau bij München, waar ze in het Agfacommando ging werken, samen met andere vrouwen uit Vught. Tijdens dat transport drukte Mientje Proost een jas voor haar achterover, waar Mies in gerold werd. In Ravensbrück woonde ze samen op een kamer met onder andere Willemijn van Gurp, Jopie Fokkema, Guus Max en Cis Suijs.
Toen de geallieerden Ravensbrück naderden op 27 april 1945, gingen de vrouwen op dodenmars. Zij werden bevrijd op 30 april 1945 in Wolfratshausen en ondergebracht in het voormalige SS-officierenkamp Föhrenwald. Op 21 mei 1945 kwam zij samen met Mientje Proost aan in Bergen op Zoom, waar Mientje familie had.
Mies Jannink ging weer in Hilversum wonen. In het Rode-Kruisziekenhuis ontmoette zij Herman de Ranitz (1910-1981), met wie zij in het huwelijk trad op 8 mei 1947. Na het huwelijk noemde zij zich Johanna de Ranitz-Bruins. Zij was lang actief in het Vrouwencomité Dachau.

## Onderscheidingen
Na de oorlog ontving Johanna een Engelse onderscheiding voor haar verzetswerk in de pilotenlijn en hulp aan geallieerde piloten. Haar overleden man Hentie Jannink ontving deze onderscheiding postuum. Ook ontving zij het verzetsherdenkingskruis.
In Enschede werd in 2019 een monument voor Mies Bruins en Hentie Jannink onthuld.